# タケちゃんの思わず笑ってしまいました
『タケちゃんの思わず笑ってしまいました』（たけちゃんのおもわずわらってしまいました）は、1983年から1987年にかけて断続的に日本で放送されたバラエティ番組。ビートたけしの冠番組のひとつである。
フジテレビ系『火曜ワイドスペシャル』の枠内で放送され、同じくこの枠で放送された『ドリフ大爆笑』に続く名物企画として定着していた。

## 概要
この時期に放送され、全盛を迎えていた『オレたちひょうきん族』のスタッフが集結。たけしの露出をより強めた構成を取っていた。たけしによる漫談コーナーや、俳優を中心とするゲストを交えてのコントを行っていた。また、後に『ひょうきん族』で人気キャラクターとなった、鬼瓦権造はこの番組で誕生した。命名は同番組の構成作家であった、高田文夫である。
2000年代に入りフジテレビのCS放送で2度の再放送が行われ（2004年1月にフジテレビ721、2009年6月から9月、12月にフジテレビONE）、2010年1月20日にはDVD-BOXが発売されている。

## 放送リスト

### Part1
1983年3月8日放送。主な企画は「たけちゃんのゆすりたかりゲーム」「花田たけ次郎外伝 死んでもらいます」「タケちゃんの無声映画 逃げる」「宏ちゃんと語ろう」「火曜ワイドサスペンス劇場 積木の迷路」「芸能レポーターゲーム」など。ゲストは秋野暢子、藤田弓子、小川宏、大島渚、安岡力也、ポール牧、坂本龍一、小山明子、片岡鶴太郎、三遊亭小遊三、魁三太郎、伊藤美由紀、藤原釜足、明石家さんま。

### Part2
1983年9月6日放送。主な企画は、「笑っていいとも!」のテレフォンショッキングのパロディー「世界に広げよう友達の×(バツ)」、刑事ドラマのうそをリアルに描くとどうなるかを再現した「太陽に叫べ!」、露木茂に本音、皮肉がたっぷりこめられたニュース原稿を読ませる「本音ニュース」、たけしと石坂浩二の「本音と建前トーク」など。ゲストは石坂浩二、桑名正博、藤田弓子、荻島真一、加納竜、小野進也、藤木悠、金井大、桑山正一

### Part3
1984年3月13日放送。主な企画は、「ザ・銀行強盗」「ホステスセミナー」「北千住まるごとHOWマッチ」「コメディアンになる為のギャグ講座『愛ある限り』」「たけしの新作漫談」など。「三浦さん当てクイズ」では、当時話題だったロス疑惑の三浦和義を、離婚が趣味という3人の「三浦さん(景山民夫)」の中から当てるという企画だった。ゲストは八名信夫、近江俊郎、高見知佳、おすぎ、夏木マリ、風祭ゆき、森川正太、三浦洸一、轟二郎、森下愛子。

### Part4
1984年9月11日放送。主な企画は「ザ・刑事物語」「わくわく人間ランド」「動物対談・犬田ワン」「実践講座結婚への扉」「すしマージャン」など。ゲストは大杉勝男、川上麻衣子、KINYA、松本竜介、福地泡介、岡田可愛、丹古母鬼馬二、山本紀彦、岡本佳織、羽賀健二、稲川淳二、古舘伊知郎、伊佐山ひろ子、佐々木功。

### Part5
1985年3月12日放送。主な企画は、「実践浮気講座」「軍団ギャグ一本勝負」「15秒に1度笑えるドラマ」など。サブ司会は俵孝太郎。たけしの漫談は「ヤクザのケンカ」。ゲストは金井大、藤田弓子、宮脇康之、石井めぐみ、江幡高志、関弘子、加納竜、小野進也、苅谷俊介、草川祐馬、剛達人、田島令子、八神康子

### Part6
1985年10月29日放送。主な企画は、「ハードボイルドショートショート 奴を消せ!!」「スポーツワイドショー プロギャグニュース」「入社試験マル秘必勝法」など。アナウンサーは逸見政孝、ゲストはみのもんた、田口計ほか。CSにおける再放送ではこの回は放映されていない。

### Part7
1986年3月11日放送。主な企画は、「怪人√20面相」「視聴率研究ドラマ「見ろ」つくし」「お見合いTVゲーム」「お夜食バンザイ」「興奮する快感ビデオ」など。サブ司会は幸田シャーミン。ゲストは仲谷昇、地井武男、渥美国泰、久保菜穂子、浅茅陽子、佐野アツ子、新田純一、沢田和美、藤田弓子、松本明子ほか

### Part8
1986年10月21日放送。主な企画は、「スーパーリアリズム会話 THE会議室」「権造ひとり旅」「私にも歴史あり」「犯人はこいつだ!!」「ワールド駄ジャレプロレス」「みんなのための科学」など。サブ司会は佐々木信也。ゲストは金井大、久保菜穂子、浅沼由紀子、かわいのどか、仲谷昇、荻島真一、藤木悠、久保田篤、松澤一之

### Part9（タケちゃんの思わず休んでしまいました）
1987年10月6日放送。フライデー襲撃事件の謹慎が解けての放送。120分枠でたけし軍団と演じるミニコントを中心に構成された。新作のほか、以前放送された「ザ・銀行強盗」（Part3）、「ゴルゴ北野」（Part6）を"名作コント"として再び放映。ゲストは荻島真一、ストロング金剛、森川正太、白川和子、睦五郎、江幡高志、浜田寅彦

## 出演
- ビートたけし
- たけし軍団
  - そのまんま東
  - 大森うたえもん
  - 松尾伴内
  - ダンカン（part8までふんころがし名義）
  - 柳ユーレイ
  - ラッシャー板前
  - ガダルカナル・タカ
  - つまみ枝豆
  - グレート義太夫
  - 井手らっきょ
- 竹下典子

## スタッフ
- 企画構成：北野武
- 構成：景山民夫、高田文夫、大岩賞介、高橋秀樹、加藤芳一、腰山一生、ふんころがし→ダンカン、大森うたえもん
- 美術：鈴木武治
- セットデザイン：山本修身
- 美術進行：小野秀樹
- 大道具：鈴木康之、東谷武文
- 装飾：栗本誠治、三浦雅夫
- 持道具：若林一也、松倉一郎
- 衣裳：城戸政人、土田清
- メイク：平山美恵子、佐々木睦子
- かつら：牧野勇
- 視覚効果：木原正
- 電飾：吉留正雄
- アクリル装飾：牛丸隆尋
- タイトル：藤沢良昭
- 技術：渡辺宏
- TD：岩沢忠夫
- カメラ：藤江雅和
- 音声：杉山直樹
- 映像：谷古宇利勝、岡野利丸
- 照明：小宮俊彦、横山碩鋭
- 音響効果：川嶋明則（OCBプロ）、小堀叡智
- 編集：東洋現像所ビデオセンター→IMAGICA
- EED：瓜田利昭（現在D-craft）、今井克彦（現在D-craft代表）、千頭和久
- MA：植松巌
- 振り付け：土居甫
- ディレクター：三宅デタガリ恵介、佐藤ゲーハー義和
- プロデューサー：横澤オジン彪
- 制作著作：フジテレビ